# Ardersier
Ardersier är en ort i Storbritannien.   Den ligger i kommunen Highland och riksdelen Skottland, i den norra delen av landet, 700 km norr om huvudstaden London. Ardersier ligger 5 meter över havet och antalet invånare är 929.
Terrängen runt Ardersier är varierad. Havet är nära Ardersier åt nordväst.Runt Ardersier är det ganska tätbefolkat, med 108 invånare per kvadratkilometer. Närmaste större samhälle är Inverness, 14,8 km sydväst om Ardersier. Trakten runt Ardersier består i huvudsak av gräsmarker.